# Émile Delobre
Émile Victor Augustin Delobre, né à Paris le 20 février 1873, où il est mort le 30 avril 1956, est un peintre français.

## Biographie
Élève de Fernand Cormon et Gustave Moreau, il expose dès 1893 des scènes de genre au Salon des artistes français où il obtient en 1929 une médaille de bronze, année où il présente les toiles Le Pont-Neuf et L'Après-midi d'un faune. 